# Neolamarckia
Neolamarckia es un género con dos especies de plantas con flores perteneciente a la familia Rubiaceae.

## Especies
- Neolamarckia cadamba
- Neolamarckia macrophylla